# Symplocos paucistaminea
Symplocos paucistaminea är en tvåhjärtbladig växtart som beskrevs av Ferdinand von Mueller och F. M. Bailey. Symplocos paucistaminea ingår i släktet Symplocos och familjen Symplocaceae. Inga underarter finns listade i Catalogue of Life.